# František Dohnal (politik)
František Dohnal (28. dubna 1960, Dačice – 10. srpna 2013, Jihlava) byl český politik a manažer, v letech 1991 až 1998 starosta Jihlavy, v letech 2000 až 2004 první hejtman Kraje Vysočina a v letech 2005 až 2012 prezident Nejvyššího kontrolního úřadu.

## Vzdělání
V roce 1984 vystudoval radiotechniku na elektrotechnické fakultě Českého vysokého učení technického v Praze, specializace lékařská elektronika, a v letech 1986 až 1988 postgraduálně studoval obor Automatizované systémy řízení na téže škole. V roce 2010 dokončil studium na Metropolitní univerzitě Praha, obor Mezinárodní vztahy a evropská studia.

## Pracovní kariéra
Od roku 1984 pracoval jako vedoucí oddělení výpočetní techniky Okresního ústavu národního zdraví v Jihlavě. V letech 1991 až 1998 byl starostou města Jihlava. V letech 1993 až 1999 byl předsedou a v letech 1999 až 2000 výkonným místopředsedou Svazu měst a obcí ČR. V letech 2000 až 2004 byl prvním hejtmanem Kraje Vysočina jako zástupce Čtyřkoalice navržený KDU-ČSL.
Od roku 2005 byl prezidentem Nejvyššího kontrolního úřadu ČR. V roce 2010 odmítl poskytnout poslancům podklady pro audit hospodaření NKÚ, za což byl obžalován a nakonec odsouzen za trestný čin zneužití pravomoci úřední osoby. Odvolací soud pak počátkem roku 2012 rozsudek potvrdil, takže Dohnal přestal splňovat předpoklad bezúhonnosti pro zastávání této funkce a musel ji opustit.
Rok poté František Dohnal v 53 letech zemřel na rakovinu.